# Hyles variegata
Hyles variegata är en fjärilsart som beskrevs av Adolf G. Closs. Hyles variegata ingår i släktet Hyles och familjen svärmare. Inga underarter finns listade i Catalogue of Life.